# Сен-Севрен
Сен-Севре́н (фр. Saint-Séverin) — коммуна во Франции, находится в регионе Пуату — Шаранта. Департамент — Шаранта. Входит в состав кантона Обтер-сюр-Дрон. Округ коммуны — Ангулем.
Код INSEE коммуны — 16350.
Коммуна расположена приблизительно в 430 км к югу от Парижа, в 145 км южнее Пуатье, в 38 км к югу от Ангулема.

## Население
Население коммуны на 2008 год составляло 787 человек.
| 1962 | 1968 | 1975 | 1982 | 1990 | 1999 | 2008 |
| ---- | ---- | ---- | ---- | ---- | ---- | ---- |
| 842  | 824  | 721  | 741  | 777  | 728  | 787  |

## Экономика
В 2007 году среди 482 человек в трудоспособном возрасте (15—64 лет) 344 были экономически активными, 138 — неактивными (показатель активности — 71,4 %, в 1999 году было 67,5 %). Из 344 активных работали 308 человек (174 мужчины и 134 женщины), безработных было 36 (12 мужчин и 24 женщины). Среди 138 неактивных 28 человек были учениками или студентами, 59 — пенсионерами, 51 были неактивными по другим причинам.

## Достопримечательности
- Приходская церковь Сен-Севрен (XI век)
  - Статуя «Мадонна с младенцем» (XVIII век). Высота скульптуры — 102 см. Исторический памятник с 2002 года[3]
  - Распятие (XVII век). Высота креста — 105 см, ширина — 60 см. Исторический памятник с 2004 года[4]

## Города-побратимы
- Сен-Севрен-ан-Кондро (Бельгия)

## Фотогалерея

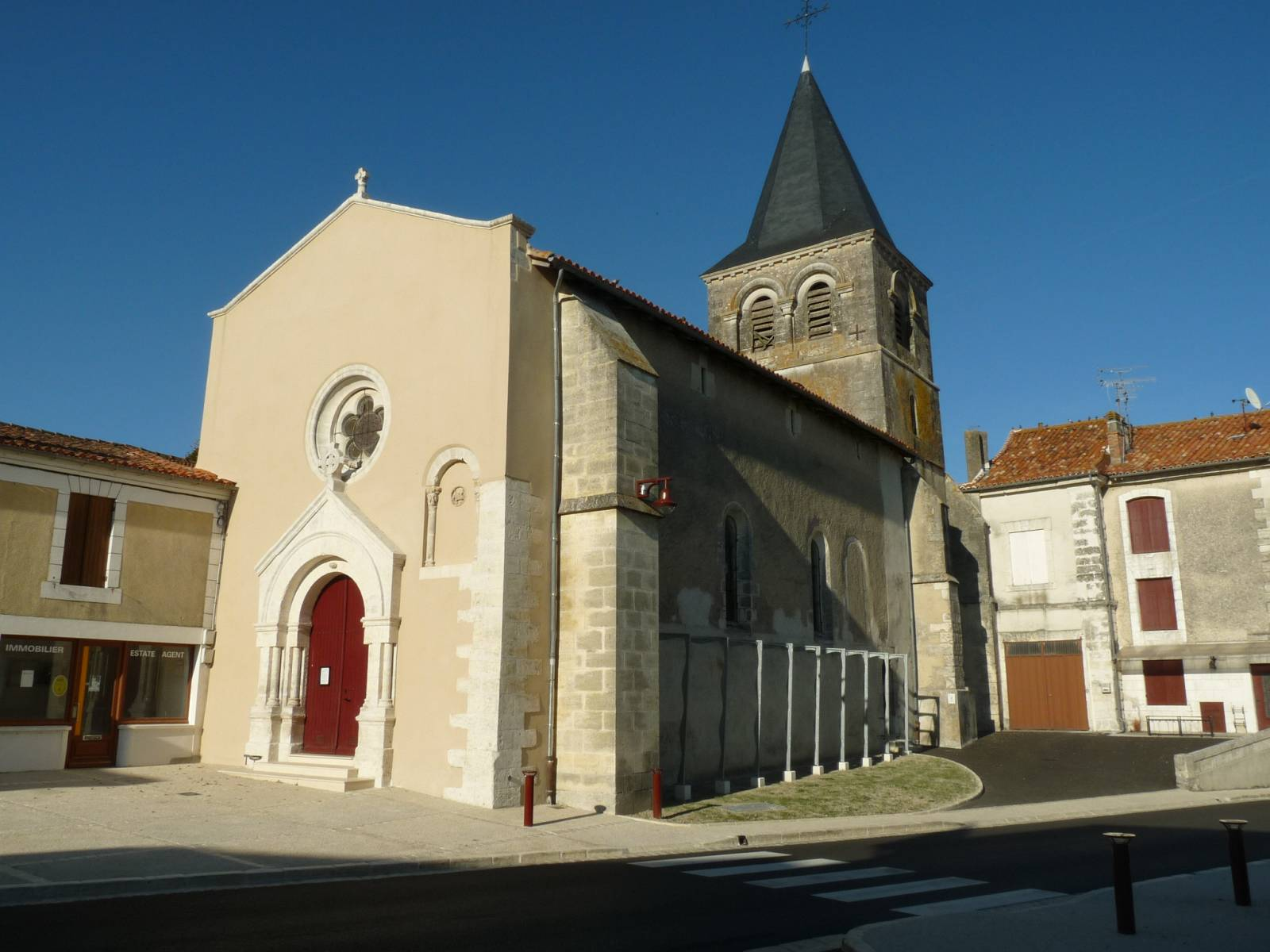
Церковь Сен-Севрен
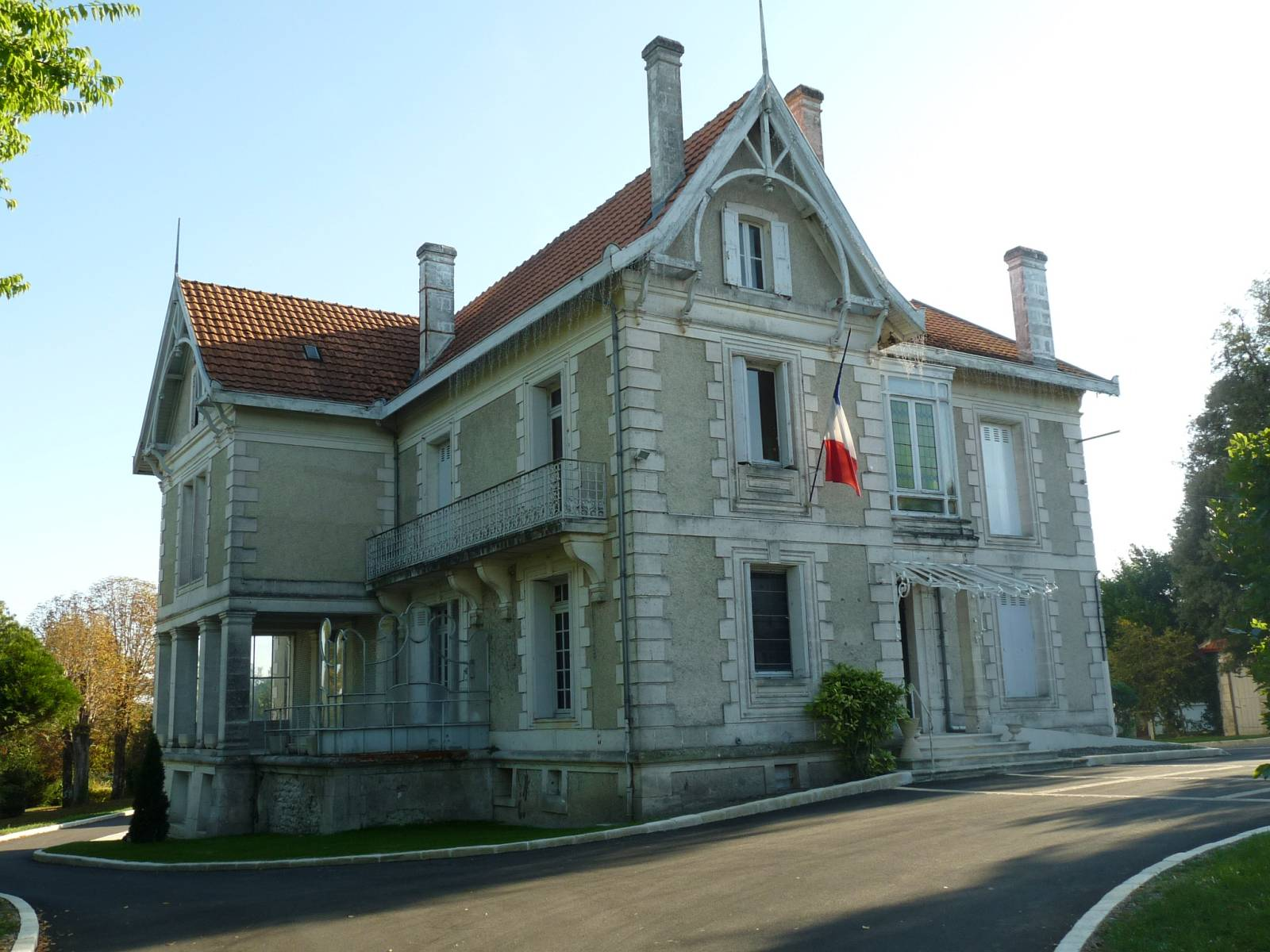
Мэрия
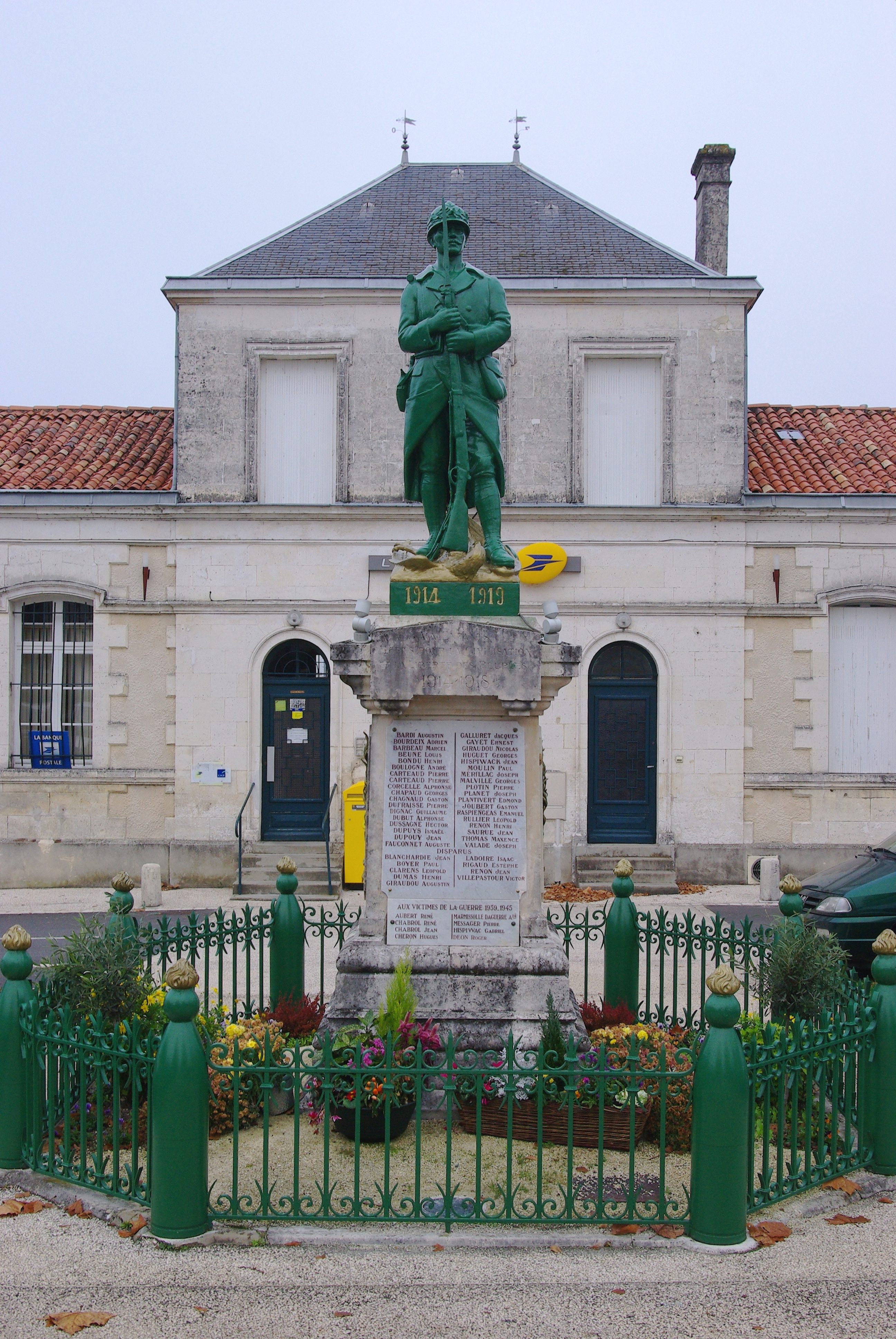
Военный мемориал
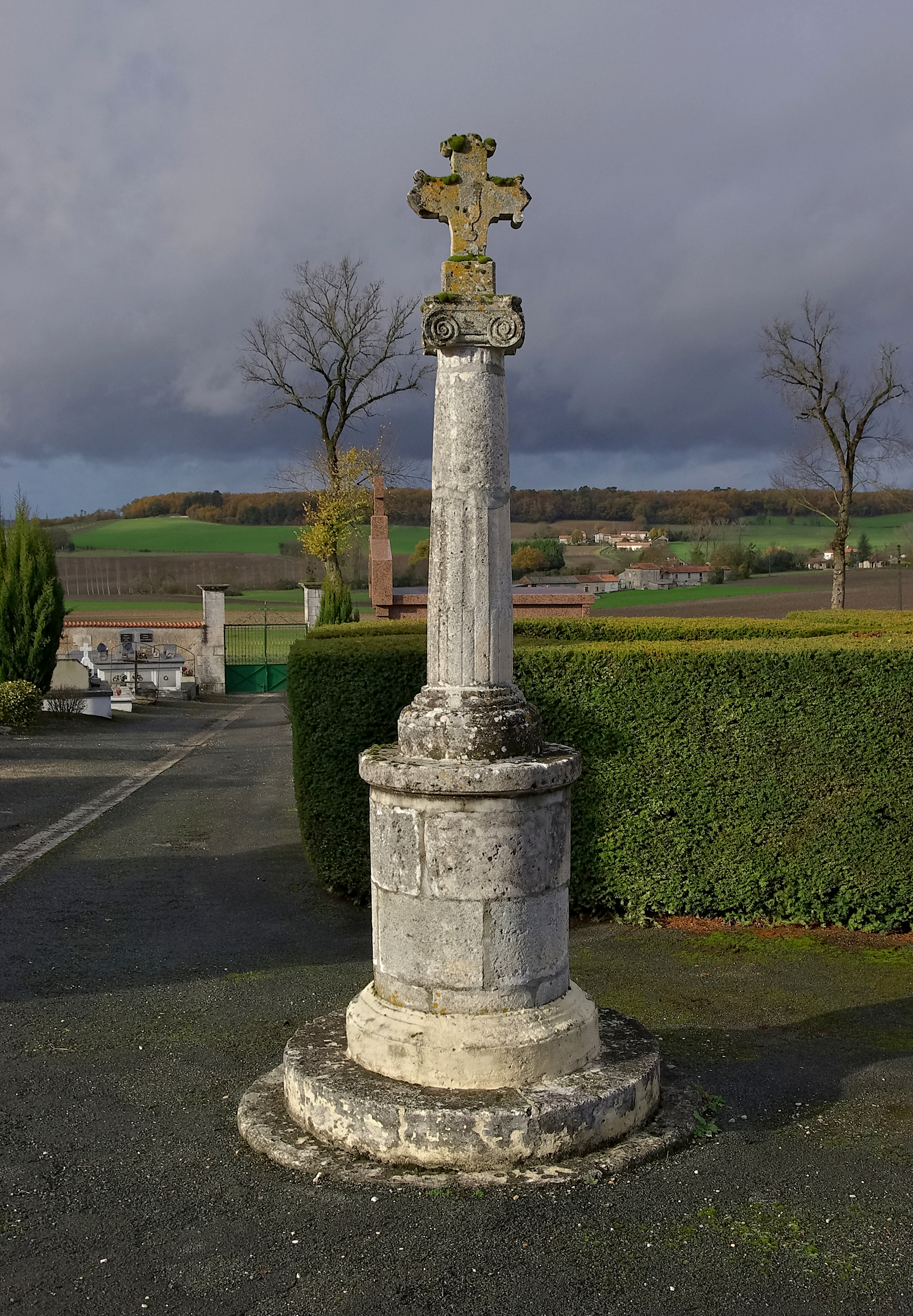
Крест